# Tiberiu Iacob-Ridzi
Florin Tiberiu Iacob-Ridzi (n. 18 februarie 1971, Vulcan) a fost ales pe 18 martie 2007 în funcția de primar al municipiului Petroșani, din partea PD. Este soțul deputatei Monica Iacob-Ridzi. În timpul celui de-al doilea mandat al primarului Carol Schreter, între 2004-2007, a îndeplinit funcția de viceprimar al Petroșaniului. În urma decesului fostului primar a fost ales în locul acestuia cu 50,5% din voturile exprimate la scrutinul din 18 martie 2007.